# 阿卡迪亞 (伊利諾伊州)
阿卡迪亞（英語：Arcadia）是位於美國伊利諾伊州摩根縣的一個非建制地區。該地的面積和人口皆未知。

## 地理
阿卡迪亞的座標為39°50′21″N 90°14′41″W / 39.83917°N 90.24472°W，而該地的平均海拔高度為184米（即604英尺）。